# Vườn bách thảo của Đại học Jagiellonian

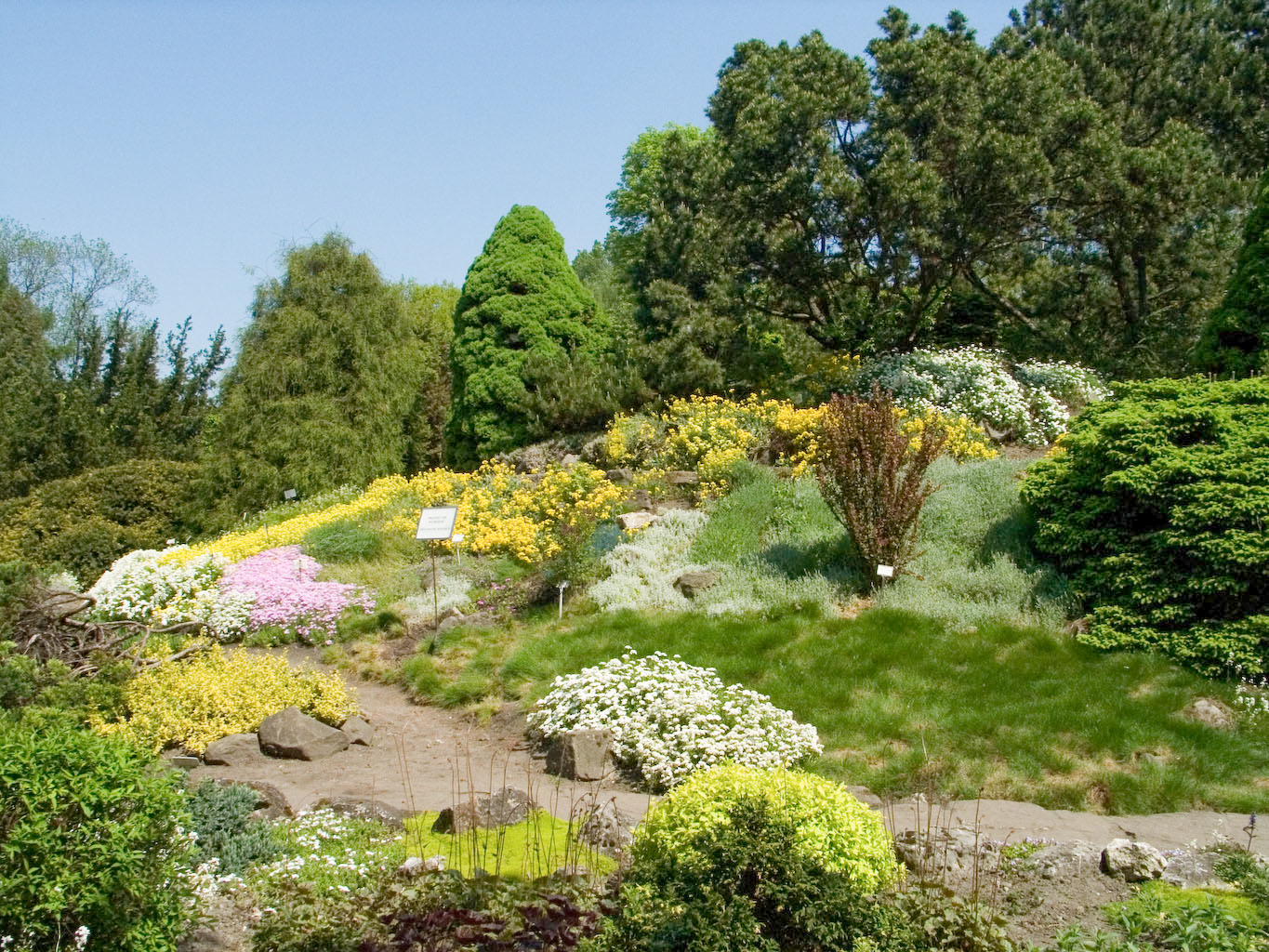
Vườn bách thảo

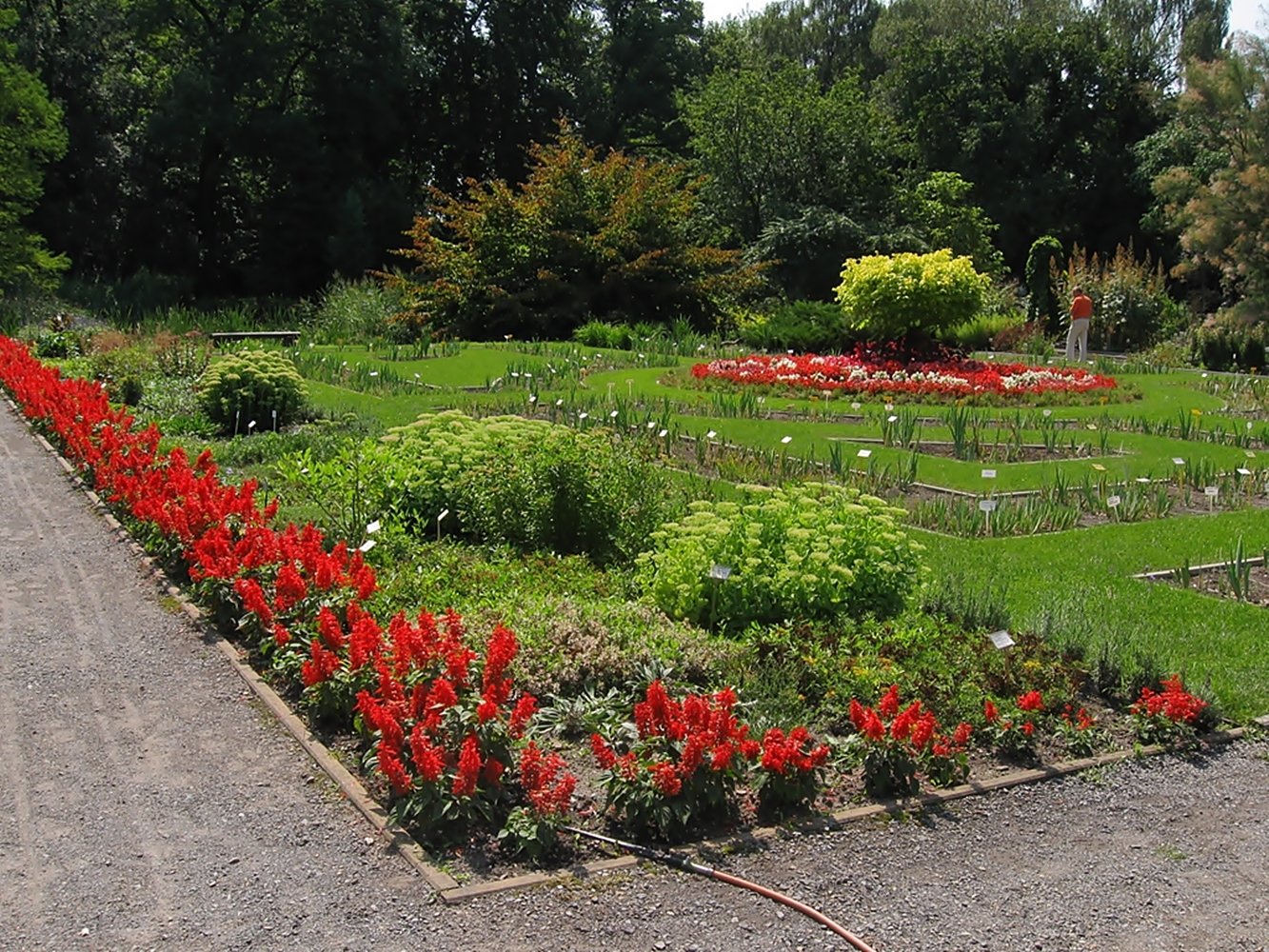
Các loài hoa trong vườn

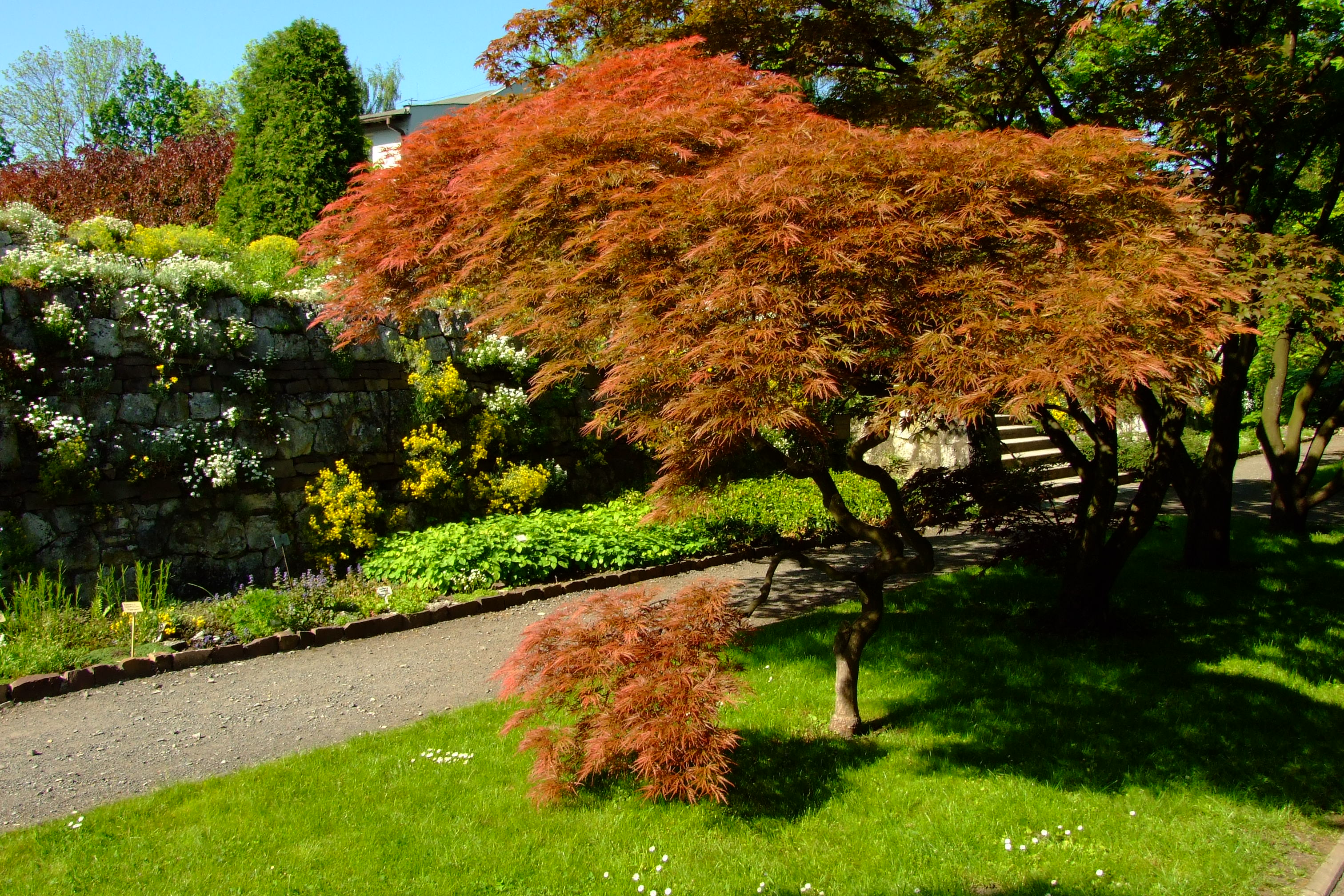
Các loài cây trong vườn

Vườn bách thảo của Đại học Jagiellonian (tiếng Ba Lan: Ogród Botaniczny Uniwersytetu Jagiellońskiego) là một vườn bách thảo rộng 9,6 ha thuộc Đại học Jagiellonian và được xếp là một địa điểm lịch sử. Vườn bách thảo tọa lạc tại số 6 Phố Copernicus, ở phía đông Khu Phố Cổ Kraków.

## Lược sử hình thành
Vườn bách thảo của Đại học Jagiellonian được thành lập vào năm 1783 tại Kraków, đây là vườn bách thảo lâu đời nhất còn tồn tại ở Ba Lan.
Vị trí của Vườn bách thảo ban đầu thuộc sở hữu của gia đình Czartoryski, sau được các tu sĩ Dòng Tên mua lại vào năm 1752. Sau khi giải thể Dòng, tài sản này được chuyển giao cho Ủy ban Giáo dục Quốc gia và trở thành một phần của kế hoạch thành lập một vườn bách thảo phụ trợ cho Khoa Hóa học và Lịch sử Tự nhiên của Học viện Kraków. Lúc đầu, khu vực này có diện tích khoảng 2,4 ha, được thiết kế như một công viên theo kiểu baroque của Pháp gồm các bộ sưu tập cây thuốc và vật trang trí. Công việc chuẩn bị bắt đầu vào năm 1783. Bốn năm sau, nhà kính đầu tiên được dựng lên. Theo thời gian, diện tích bao phủ của Vườn bách thảo đã mở rộng gấp mấy lần và có được diện tích hiện tại vào thập niên 1950.

## Bộ sưu tập
Hiện tại, bộ sưu tập thực vật của Vườn bách thảo của Đại học Jagiellonian có khoảng 5000 loài và giống từ khắp nơi trên thế giới, bao gồm các loại cây, cây bụi và cây trồng trong nhà kính.

## Giờ mở cửa
Vườn bách thảo của Đại học Jagiellonian chỉ mở cửa cho khách tham quan vào mùa hè, cụ thể là từ giữa tháng 4 đến giữa tháng 10. Du khách phải trả phí vào cửa.